# Silak Island
Silak Island ist eine unbewohnte Insel der Andreanof Islands, die zu den Aleuten 
gehören. Das etwa 300 m lange Eiland liegt zwischen Little Tanaga Island und Kagalaska Island.
1852 wurde Silak erstmals von Michail Tebenkow als Ostrov Silakh auf einer Seekarte verzeichnet.